# 绥德军
绥德军，中国北宋时设置的军。
元符二年（1099年）置，治所在今陕西省绥德县。辖境约相当今陕西省绥德、米脂、子洲、清涧、子长等地。金朝大定二十三年（1183年）升为绥德州。